# David Garrioch
David Garrioch, né en 1955, est un historien moderniste australien, spécialiste de l'histoire de Paris au XVIIIe siècle.

## Biographie

### Carrière
Après des études à Melbourne, David Garrioch soutient sa thèse d'histoire à l'université d'Oxford. À partir de 1984, il enseigne l'histoire européenne à l'université Monash de Melbourne. Il est professeur émérite de cette université.
En 2004, il est élu membre de l'Australian Academy of the Humanities.

### Historien de Paris
En 1986, dans son livre Neighbourhood and community in Paris: 1740 -1790, David Garrioch utilise les dossiers d'archives des commissaires du Châtelet et décrit comment les communautés locales se reproduisent en créant des valeurs et des modèles auxquels obéissent les comportements populaires.
En 1997, David Garrioch publie un ouvrage intitulé The formation of the Parisian bourgeoisie, dans lequel il analyse comment, entre le début du XVIIIe siècle et 1830, les bourgeois de Paris, d'abord très différents, ont fini par former une classe sociale homogène. Il met en valeur le recul des réseaux familiaux devant le rôle grandissant de l'État à partir de la Révolution française et les succès pérennes de l'oligarchie ouverte qui s'installe alors,,.
En 2002, dans The Making of Revolutionnary Paris, David Garrioch cherche à comprendre comment Paris, ville réputée calme au XVIIIe siècle, devient la ville de la Révolution française. Il décrit l'ordre social et la sociabilité des Parisiens, puis le maintien de l'ordre public et le gouvernement de la ville, avant de relever des facteurs explicatifs du basculement révolutionnaire : éloignement de la noblesse, nouvelles normes bourgeoises, sécularisation et étatisation, qui conduisent à l'effacement de la solidarité et de la culture communautaire au profit d'une culture du petit peuple. Selon le spécialiste de la Révolution Jean-Clément Martin, « Ce livre irritera sans doute ; il n’en demeure pas moins un ouvrage qui ouvre des voies fécondes sur d’autres perspectives. ». Sa traduction en français paraît en 2013, sous le titre La fabrique du Paris révolutionnaire,,,.
En 2014, dans The Huguenots of Paris and the Coming of Religious Freedom, 1685-1789, David Garrioch décrit la communauté protestante de Paris et analyse comment elle est progressivement acceptée par la majorité catholique au cours du XVIIIe siècle. Il ne s'attache pas à une histoire intellectuelle des Lumières, mais montre, à travers l’évolution des pratiques religieuses telles que les archives les laissent deviner, des catholiques devenant plus tolérants envers les protestants,. Ce livre est traduit en français en 2021, sous le titre Les huguenots de Paris et l'évènement de la liberté religieuse,,.

## Principales publications

### Ouvrages personnels
- (en) Neighbourhood and community in Paris: 1740 -1790, Cambridge, Cambridge Univ. Press, coll. « Cambridge studies in early modern history », 1986 (ISBN 978-0-521-52231-1 et 978-0-521-30732-1, lire en ligne)[19],[20],[21],[3],[22],[23].
- (en) The Formation of the Parisian Bourgeoisie, 1690-1830, Cambridge (Mass.), Harvard University Press, coll. « Harvard historical studies », 1997, 352 p. (ISBN 978-0-674-30937-1, présentation en ligne, lire en ligne)[5],[7],[24],[25].
- (en) The Making of Revolutionary Paris, Oakland, University of California Press, 2002, 396 p. (ISBN 978-0-520-23253-2, DOI 10.1525/j.ctt1png4x, lire en ligne)[9],[8],[26],[27],[28],[29],[30].

Traduction française : La fabrique du Paris révolutionnaire  (trad. Christophe Jaquet), la Découverte, 2013 (réimpr. 2015) (ISBN 978-2-7071-8534-1),,,.
- (en) The Huguenots of Paris and the Coming of Religious Freedom, 1685-1789, Cambridge, Cambridge University Press, 2014 (ISBN 978-1-107-04767-9, présentation en ligne, lire en ligne )[14],[31],[15],[32],[33].

Traduction française : Les huguenots de Paris et l'avènement de la liberté religieuse, 1685-1789  (trad. Christophe Jaquet), Ceyzérieu, Champ Vallon, coll. « Époques », 2021, 312 p. (ISBN 979-10-267-0988-6, lire en ligne ),,.

### Ouvrages collectifs
- Laurence Crocq et David Garrioch (dir.), La religion vécue: les laïcs dans l'Europe moderne, Rennes, Presses universitaires de Rennes, coll. « Collection "Histoire" », 2013, 312 p. (ISBN 978-2-7535-2192-6, lire en ligne).
- (en) David Garrioch (ed.), The republic of skill: artisan mobility, innovation, and the circulation of knowledge in premodern Europe, Leiden, Brill, coll. « Knowledge infrastructure and knowledge economy » (no 9), 2022, 331 p. (ISBN 978-90-04-51325-9, lire en ligne )[34].
- (en) Clare Monagle, Carolyn James, David Garrioch et Barbara Caine, European women's letter-writing from the eleventh to the twentieth centuries, Amsterdam, Amsterdam University Press, 2023, 296 p. (ISBN 978-94-6372-338-1, présentation en ligne, lire en ligne).